# Анна-Марія Александрі
Анна-Марія Александрі (нім. Anna-Maria Alexandri, 15 вересня 1997) — австрійська синхронна плавчиня.
Учасниця Олімпійських Ігор 2016, 2020 років.